# Том Гендерсон (баскетболіст)
Том Гендерсон (англ. Tom Henderson, 26 січня 1952) — американський баскетболіст.
Срібний призер Олімпійських Ігор 1972 року.